# Spájivky

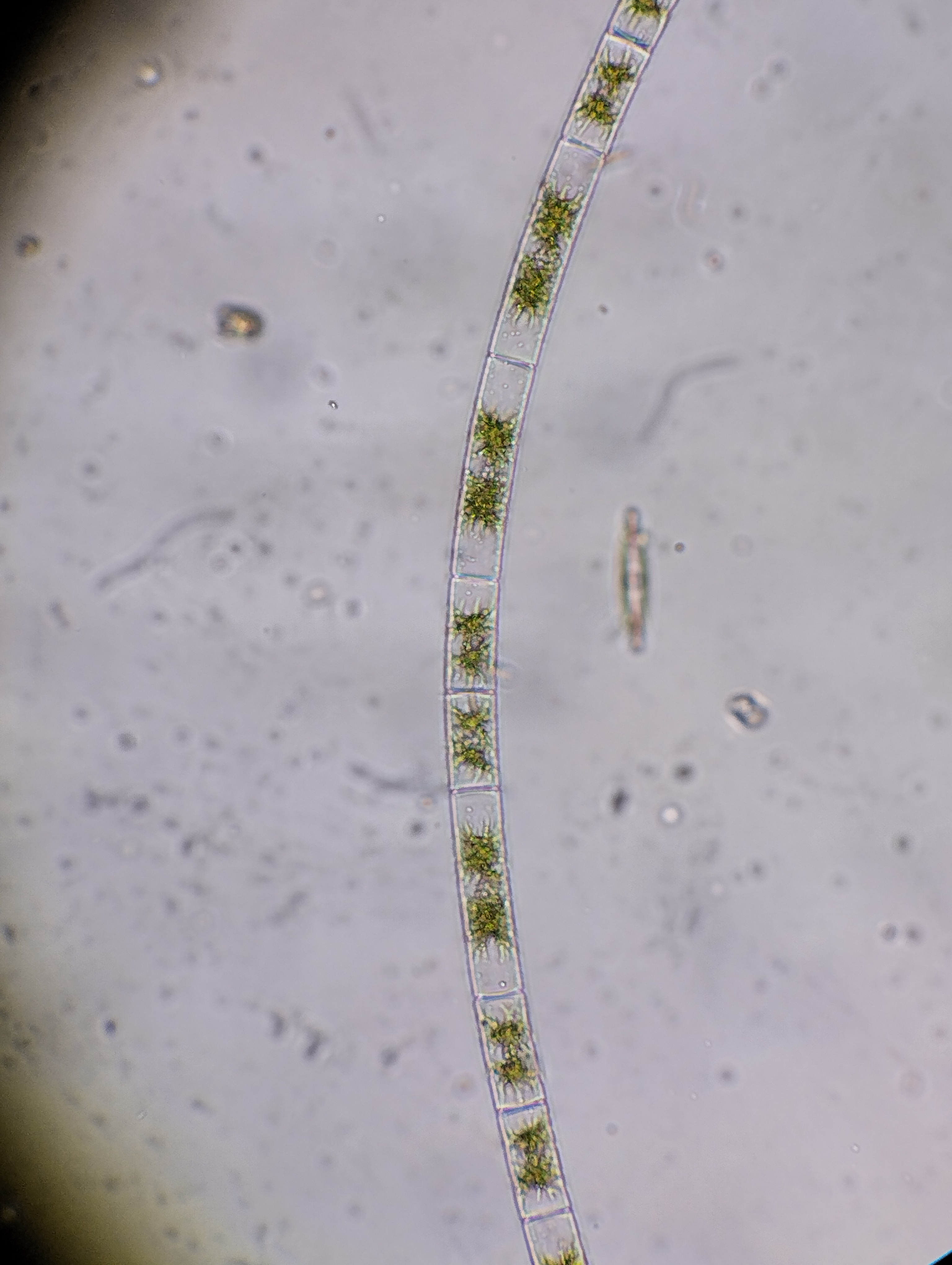
jařmatka (Zygnema Sp.)

Spájivky, též spájivé řasy (Zygnematophyceae, dříve Conjugatophyceae) jsou sladkovodní zelené řasy. Podle komplexních fylogenetických analýz jsou ze zelených řas původem nejbližší (sesterskou) skupinou k vyšším rostlinám (embryofytům)
Buňka spájivek má silnou buněčnou stěnu, jedno jádro a jeden nebo dva mohutné chloroplasty. Mají chlorofyl a, b a betakaroten. Nikdy netvoří bičíkaté buňky. Většina druhů je jednobuněčných (např. krásivky), časté jsou však také vláknité, nevětvené trichální a kokální stélky. Genomické analýzy ukazují, že tvorba pravých vláknitých stélek vznikla několikrát nezávisle na sobě (aspoň pětkrát).
Pro spájivky je typický způsob pohlavního rozmnožování, tzv. konjugace, neboli spájení. Při konjugaci splývají celé protoplasty, které se chovají jako isogamety. Po splynutí a následné karyogamii vzniká silnostěná zygota s inkrustovanou buněčnou stěnou, která vyklíčí po uplynutí klidového období.
U vláknitých spájivek konjuguje sousední buňky jednoho vlákna i buňky různých vláken navzájem, jednobuněčné druhy konjugují ve vytvořeném slizu.
Konjugace se odehrává až na konci vegetačního období, mnohem častějším způsobem rozmnožování je nepohlavní dělení (jednobuněčné) a rozpad stélky.
Spájivky žijí ve sladkých, mírně kyselých vodách, jen málo druhů je součástí fytoplanktonu.

## Systém a fylogeneze
Spájivky jako celek jsou monofyletická skupina. Původní členění na dva řády, Desmidiales a Zygnematales bylo již prvními genetickými analýzami odhaleno jako nepřirozené (Zygnematales v původním pojetí byli polyfyletičtí), což si vyžádalo revizi těchto řádů i podřazených čeledí. Také mnoho rodů bylo odhaleno jako nepřirozených – níže označeny závorkou (P) – a s postupem dalších genomických analýz lze očekávat jejich revizi a přeřazování jednotlivých druhů či celých rodů mezi čeleděmi, možná i řády. 
V současnosti se za přirozené považuje členění do pěti řádů, jeden z nich se kvůli bazálnímu postavení obvykle vyděluje do zvláštní podtřídy:
Třída: Zygnematophyceae Round 1971 ex Guiry 2013 emend. Melkonian, Gontcharov & Marin 2019 (syn. Conjugatophyceae, též Zygnemophyceae) – spájivky
- podtřída: Spirogloeophycidae Melkonian, Gontcharov & Marin 2019
  - řád: Spirogloeales Melkonian, Gontcharov & Marin 2019 (1 druh)
    - čeleď: Spirogloeaceae Melkonian, Gontcharov & Marin 2019
      - rod: Spirogloea
- podtřída: Zygnematophycidae Melkonian, Gontcharov & Marin 2019
  - řád: Serritaeniales S. Hess & J. de Vries 2022 (3 druhy)
    - čeleď: Serritaeniaceae S. Hess & J. de Vries 2022
      - rody: Serritaenia, Mougeotiopsis

  - řád: Zygnematales Bessey 1907 emend. S. Hess & J. de Vries 2022 (cca 650 druhů)
    - čeleď: Zygnemataceae (Meneghini) Kützing 1843 – jařmatkovité
      - rody: Cylindrocystis (P), Mesotaenium (P), Mougeotia, Zygnema, Zygnemopsis, bez fylogenomického potvrzení též Aleteverrucosispora, Ancylonema, Balmeella, Brazilea, Choaspis, Circulisporites, Concentricystes, Conjugata, Craterospermum, Cycloovoidites, Debarya, Degagnya, Diporina, Endospira, Entospira, Euzygogonium, Fusilites, Gelasinicysta, Geniculus, Genuflexa, Ghosella, Globulina, Gonatonema, Hallasia, Hemisphaerium, Jugalis, Kagulubeites, Lawnalites, Leda, Lloydiella, Lloydina, Lucernaria, Mesocarpus, Mesogerron, Mougeotiella, Neozygnema, Ovoidites, Plagiospermum, Pleurodiscus, Polytaenia, Rhynchonema, Roya, Rundinella, Sangirellum, Serpentinaria, Sirocladium, Sphaerocarpus, Sphaerospermum, Spirotaenia, Staurocarpus, Staurospermum, Stigmozygodites, Temnogametum, Temnogyra, Tortitaenia, Transeauina, Trigonum, Tyndaridea, Zygogonium

    - původně uváděná čeleď Mesotaeniaceae Oltmanns 1904 se jako polyfyletická rozpadla

  - řád: Desmidiales Bessey 1907 emend. S. Hess & J. de Vries 2022 – dvojčatkotvaré (cca 3000 druhů)
    - čeleď: Desmidiaceae Ralfs 1848 – dvojčatkovité, též krásivky
      - rody: Bambusina, Closterium, Cosmarium (P), Cosmocladium, Desmidium, Euastrum, Micrasterias, Netrium, Nucleotaenium, Onychonema, Penium (P), Phymatodocis, Planotaenium, Pleurotaenium, Staurastrum, Staurodesmus (P), Xanthidium, bez fylogenomického potvrzení též Actinodontum, Actinotaenium, Allorgeia, Amscottia, Aptogonum, Arthrodesmus, Asteroxanthium, Botryocystis, Bourellyodesmus, Brachytheca, Calocylindrus, Cosmaridium, Cosmoastrum, Croasdalea, Cruciangulum, Cylindriastrum, Dichotomum, Didymidium, Didymocladon, Didymoprium, Docidium, Dysphinctium, Euastridium, Eucosmium, Groenbladia, Gymnozyga, Haplotaenium, Heimansia, Holacanthum, Holocystis, Hoplozyga, Hyalotheca, Ichthyocercus, Ichthyodontum, Isthmosira, Leptozosma, Leuronema, Mateola, Mesotrema, Nothocosmarium, Octacanthium, Oocardium, Pachyphorium, Pentasterias, Phycastrum, Pithiscus, Pleurenterium, Pleurotaeniopsis, Pleurotaenium, Prescottiella, Pseudomicrasterias, Raphidiastrum, Schizacanthum, Sphaerozosma, Spinocosmarium, Spondylosium, Stephanoxanthium, Streptonema, Teilingia, Temperea, Tetmemorus, Tetrachastrum, Trapezodesmus, Trichodictyon, Triplastrum, Triploceras, Ursinella, Vincularia

    - rod Closterium je někdy vyčleňován do fylogenomicky nepotvrzené čeledi Closteriaceae Bessey 1907 – vřetenovkovité
      - rody: Closterium, bez fylogenomického potvrzení též Echinella, Eutomia, Paleoclosterium, Spinoclosterium, Stauroceras

    - podobně je někdy vyčleňována genomicky nepotvrzená čeleď Gonatozygaceae G. S. West 1927
      - rody (bez fylogenomického potvrzení): Genicularia, Genicularina, Gonatozygon, Leptocystinema

    - původně uváděná čeleď Peniaceae Haeckel 1894, stejně jako její jediný rod Penium, byla odhalena jako nepřirozená.

  - řád: Spirogyrales Clements 1909 emend. S. Hess & J. de Vries, 2022 (přes 550 druhů)
    - čeleď: Spirogyraceae Bessey 1907 emend. S. Hess & J. de Vries 2022
      - rody: Spirogyra, bez fylogenomického potvrzení též Sirogonium

### Vnitřní fylogenetické vztahy
Současné představy o příbuznosti po provedené revizi systému lze zobrazit následujícím fylogenetickým stromem:

|  | Zygnematales                                                 |
|  |                                                              |
|  | \| \| Desmidiales \| \| \| \| \| \| Spirogyrales \| \| \| \| |
|  |                                                              |
|  | Desmidiales                                                  |
|  |                                                              |
|  | Spirogyrales                                                 |
|  |                                                              |

|  | Desmidiales  |
|  |              |
|  | Spirogyrales |
|  |              |

|  | Zygnematales                                                 |
|  |                                                              |
|  | \| \| Desmidiales \| \| \| \| \| \| Spirogyrales \| \| \| \| |
|  |                                                              |
|  | Desmidiales                                                  |
|  |                                                              |
|  | Spirogyrales                                                 |
|  |                                                              |

|  | Desmidiales  |
|  |              |
|  | Spirogyrales |
|  |              |

|  | Zygnematales                                                 |
|  |                                                              |
|  | \| \| Desmidiales \| \| \| \| \| \| Spirogyrales \| \| \| \| |
|  |                                                              |
|  | Desmidiales                                                  |
|  |                                                              |
|  | Spirogyrales                                                 |
|  |                                                              |

|  | Desmidiales  |
|  |              |
|  | Spirogyrales |
|  |              |

|  | Zygnematales                                                 |
|  |                                                              |
|  | \| \| Desmidiales \| \| \| \| \| \| Spirogyrales \| \| \| \| |
|  |                                                              |
|  | Desmidiales                                                  |
|  |                                                              |
|  | Spirogyrales                                                 |
|  |                                                              |

|  | Desmidiales  |
|  |              |
|  | Spirogyrales |
|  |              |

### Vnější fylogenetické vztahy
Spájivky patří do streptofytní linie zelených řas a podle komplexních fylogenetických analýz jsou ze zelených řas původem nejbližší (sesterskou) skupinou k vyšším rostlinám (embryofytům):

|  | Chlorokybophyceae   |
|  |                     |
|  | Mesostigmatophyceae |
|  |                     |

|  | Coleochaetophyceae                                               |
|  |                                                                  |
|  | \| \| Zygnematophyceae \| \| \| \| \| \| Embryophyta \| \| \| \| |
|  |                                                                  |
|  | Zygnematophyceae                                                 |
|  |                                                                  |
|  | Embryophyta                                                      |
|  |                                                                  |

|  | Zygnematophyceae |
|  |                  |
|  | Embryophyta      |
|  |                  |

|  | Coleochaetophyceae                                               |
|  |                                                                  |
|  | \| \| Zygnematophyceae \| \| \| \| \| \| Embryophyta \| \| \| \| |
|  |                                                                  |
|  | Zygnematophyceae                                                 |
|  |                                                                  |
|  | Embryophyta                                                      |
|  |                                                                  |

|  | Zygnematophyceae |
|  |                  |
|  | Embryophyta      |
|  |                  |

|  | Coleochaetophyceae                                               |
|  |                                                                  |
|  | \| \| Zygnematophyceae \| \| \| \| \| \| Embryophyta \| \| \| \| |
|  |                                                                  |
|  | Zygnematophyceae                                                 |
|  |                                                                  |
|  | Embryophyta                                                      |
|  |                                                                  |

|  | Zygnematophyceae |
|  |                  |
|  | Embryophyta      |
|  |                  |

|  | Coleochaetophyceae                                               |
|  |                                                                  |
|  | \| \| Zygnematophyceae \| \| \| \| \| \| Embryophyta \| \| \| \| |
|  |                                                                  |
|  | Zygnematophyceae                                                 |
|  |                                                                  |
|  | Embryophyta                                                      |
|  |                                                                  |

|  | Zygnematophyceae |
|  |                  |
|  | Embryophyta      |
|  |                  |

|  | Chlorokybophyceae   |
|  |                     |
|  | Mesostigmatophyceae |
|  |                     |

|  | Coleochaetophyceae                                               |
|  |                                                                  |
|  | \| \| Zygnematophyceae \| \| \| \| \| \| Embryophyta \| \| \| \| |
|  |                                                                  |
|  | Zygnematophyceae                                                 |
|  |                                                                  |
|  | Embryophyta                                                      |
|  |                                                                  |

|  | Zygnematophyceae |
|  |                  |
|  | Embryophyta      |
|  |                  |

|  | Coleochaetophyceae                                               |
|  |                                                                  |
|  | \| \| Zygnematophyceae \| \| \| \| \| \| Embryophyta \| \| \| \| |
|  |                                                                  |
|  | Zygnematophyceae                                                 |
|  |                                                                  |
|  | Embryophyta                                                      |
|  |                                                                  |

|  | Zygnematophyceae |
|  |                  |
|  | Embryophyta      |
|  |                  |

|  | Coleochaetophyceae                                               |
|  |                                                                  |
|  | \| \| Zygnematophyceae \| \| \| \| \| \| Embryophyta \| \| \| \| |
|  |                                                                  |
|  | Zygnematophyceae                                                 |
|  |                                                                  |
|  | Embryophyta                                                      |
|  |                                                                  |

|  | Zygnematophyceae |
|  |                  |
|  | Embryophyta      |
|  |                  |

|  | Coleochaetophyceae                                               |
|  |                                                                  |
|  | \| \| Zygnematophyceae \| \| \| \| \| \| Embryophyta \| \| \| \| |
|  |                                                                  |
|  | Zygnematophyceae                                                 |
|  |                                                                  |
|  | Embryophyta                                                      |
|  |                                                                  |

|  | Zygnematophyceae |
|  |                  |
|  | Embryophyta      |
|  |                  |

Z této představy vychází i kladistická definice spájivek jako kladu:
Zygnematophyceae C. van den Hoek, D. G. Mann, and H. M. Jahns 1995: 461 [J. D. Hall, R. M. McCourt and K. G. Karol]
- Nejobsáhlejší korunový klad zahrnující Zygnema cruciatum, ale nezahrnující Marchantia polymorpha (Embryophyta) ani Chara vulgaris (Charophyceae) ani Coleochaete scutata (Coleochaetophyceae) ani Entransia fimbriata ani Klebsormidium faccidum (Klebsormidiophyceae).